# MxPx
MxPx는 미국 워싱턴주 브레머톤에서 1992년 결성된 팝 펑크 밴드이다.

## 멤버
- 마이크 헤레라(Mike Herrera) - 베이스 기타, 보컬, 키보드
- 톰 위스뉴스키(Tom Wisniewski) - 기타, 배킹 보컬
- 유리 룰리(Yuri Ruley) - 드럼

### 이전 멤버
- 앤디 허스티드(Andy Husted) - 기타 (1992년 ~ 1995년)

## 음반 목록

### 정규 음반
- 《Pokinatcha》(1994년)
- 《Teenage Politics》(1995년)
- 《Life in General》(1996년)
- 《Slowly Going the Way of the Buffalo》(1998년)
- 《The Ever Passing Moment》(2000년)
- 《Before Everything & After》(2003년)
- 《Panic》(2005년)
- 《Secret Weapon》(2007년)